# Aéroport international de Sialkot
L'aéroport international de Sialkot (code IATA : SKT • code OACI : OPST) est situé à 14 kilomètres de la ville de Sialkot au Pakistan. C'est le premier aéroport à avoir été privatisé du pays, et dispose de plus de la plus longue piste du Pakistan, en attendant le futur aéroport international d'Islamabad.

## Situation
| Bahawalpur Chitral Dalbandin Dera Ghazi Khan Dera Ismail Khan Faisalabad Gilgit Gwadar Islamabad Karachi Lahore Moenjodaro Multan Nawabshah Panjgur Peshawar Quetta Rahim Yar Khan Sialkot Sawan Sehwan · Sharif Sindhri Skardu Sukkur Turbat Zhob |

## Compagnies aériennes et destinations

### Passagers
| Compagnies                      | Destinations |
| ------------------------------- | --- |
| Air Arabia                      | Charjah |
| Emirates                        | Dubaï |
| flydubai                        | Dubaï |
| Gulf Air                        | Manama-Bahreïn |
| Pakistan International Airlines | Abou Dabi, Dammam-roi Fahd, Islamabad-Benazir Bhutto, Djeddah - Roi-Abdelaziz, Karachi-Jinnah, Koweït, Mascate , Riyad-roi Khaled |
| Princely Jets                   | Charter : Karachi-Jinnah, Djeddah - Roi-Abdelaziz                                                                                 |
| Qatar Airways                   | Doha-Hamad |
| SalamAir                        | Mascate |

Édité le 28/02/2018

### Cargo
| Compagnies          | Destinations |
| ------------------- | ------------ |
| Qatar Airways Cargo | Doha         |

## Transports au sol

### Train
La gare la plus proche est Sambrial, à 5 kilomètres de l'aéroport.